# Ardisia cornudentata
Ardisia cornudentata är en viveväxtart som beskrevs av Carl Christian Mez. Ardisia cornudentata ingår i släktet Ardisia och familjen viveväxter. Inga underarter finns listade i Catalogue of Life.

## Bildgalleri

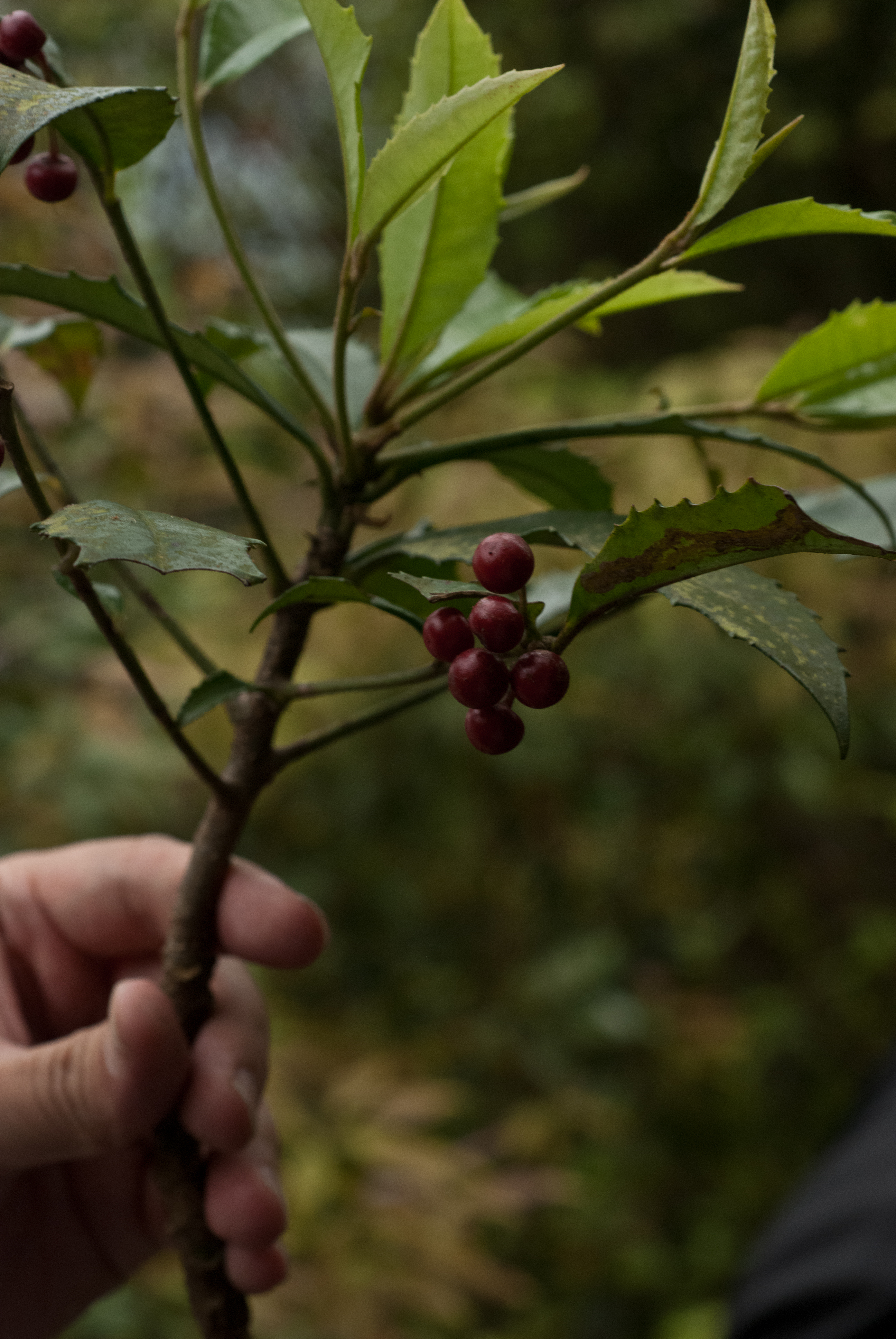
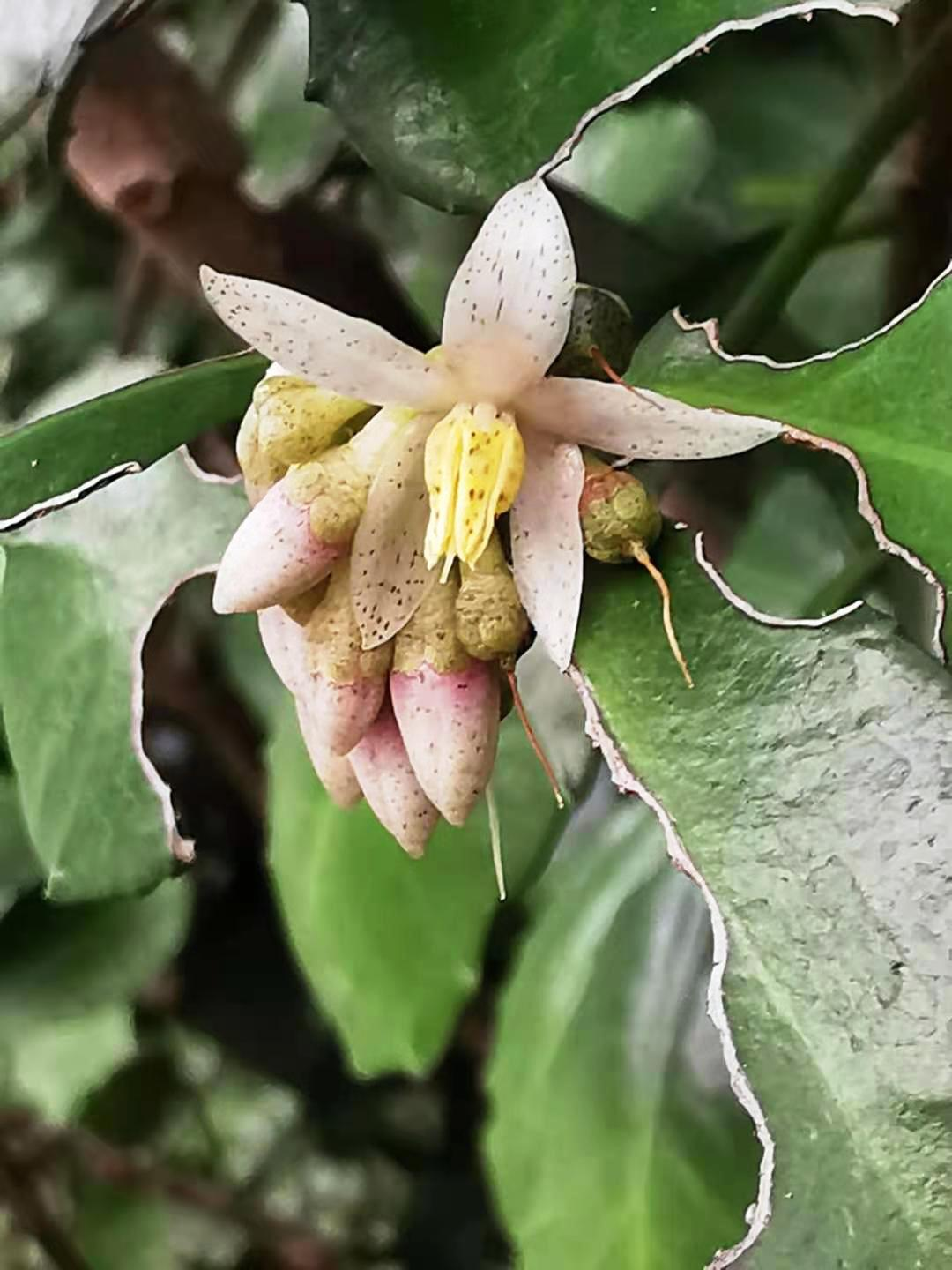
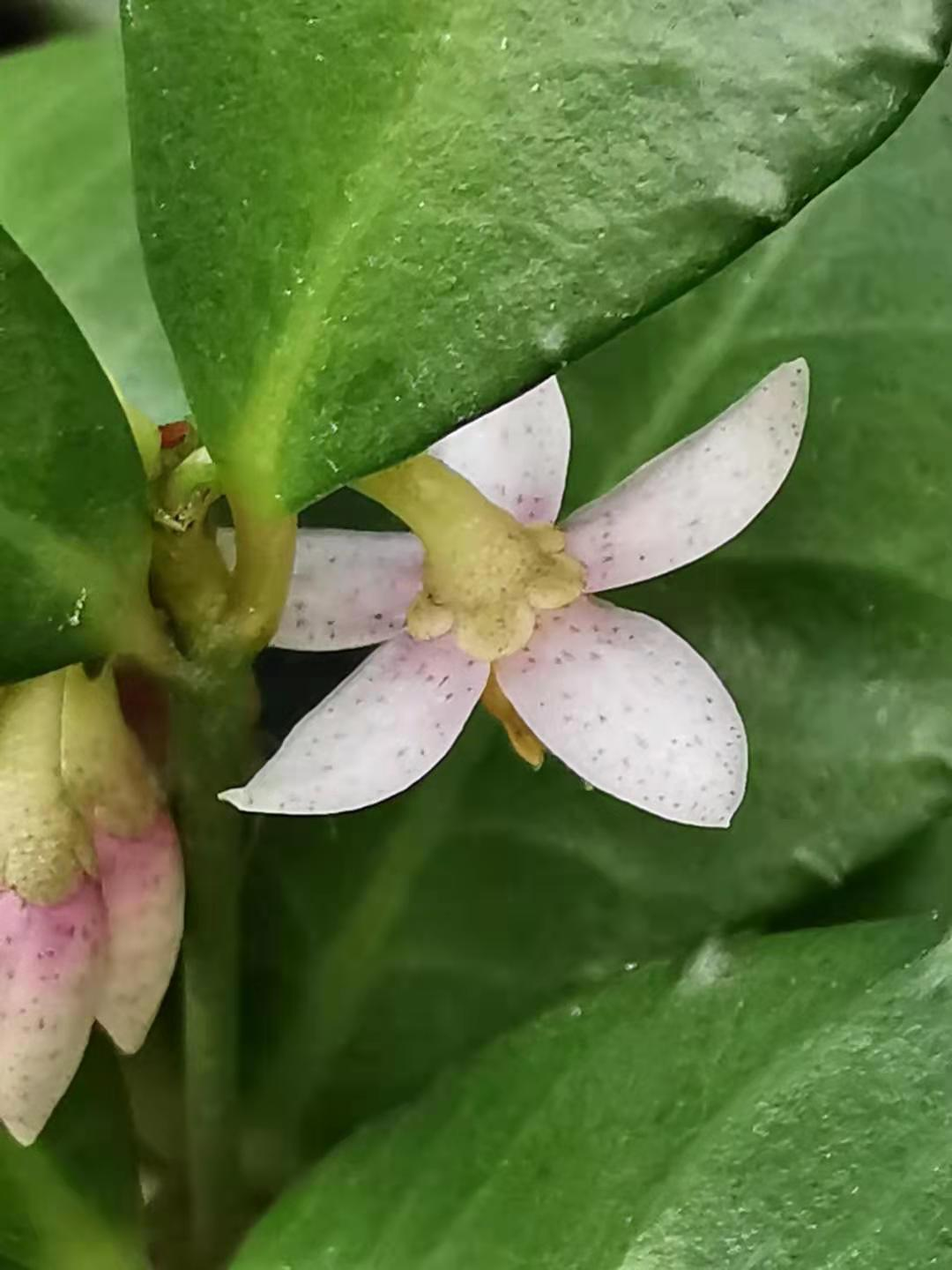
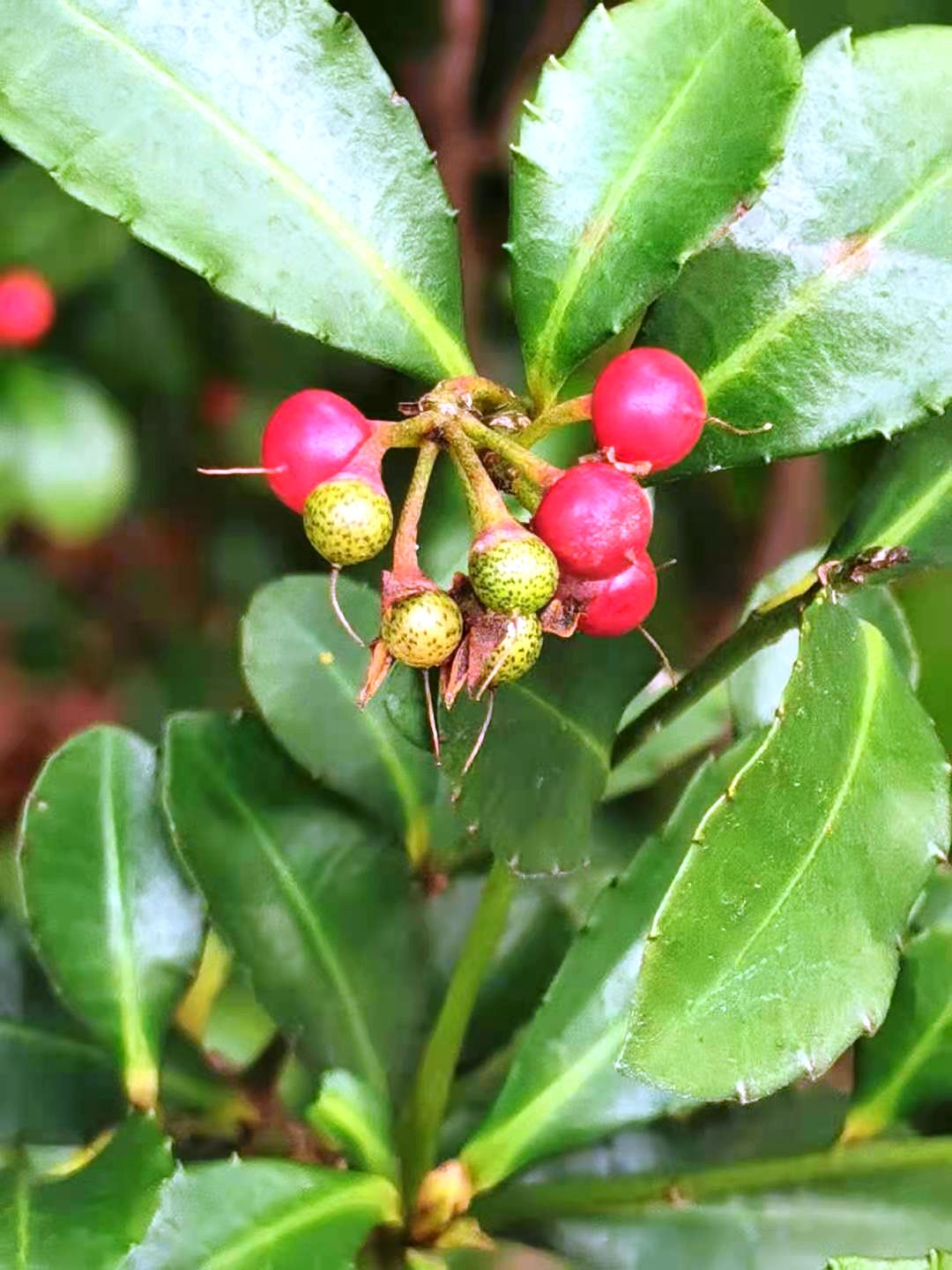
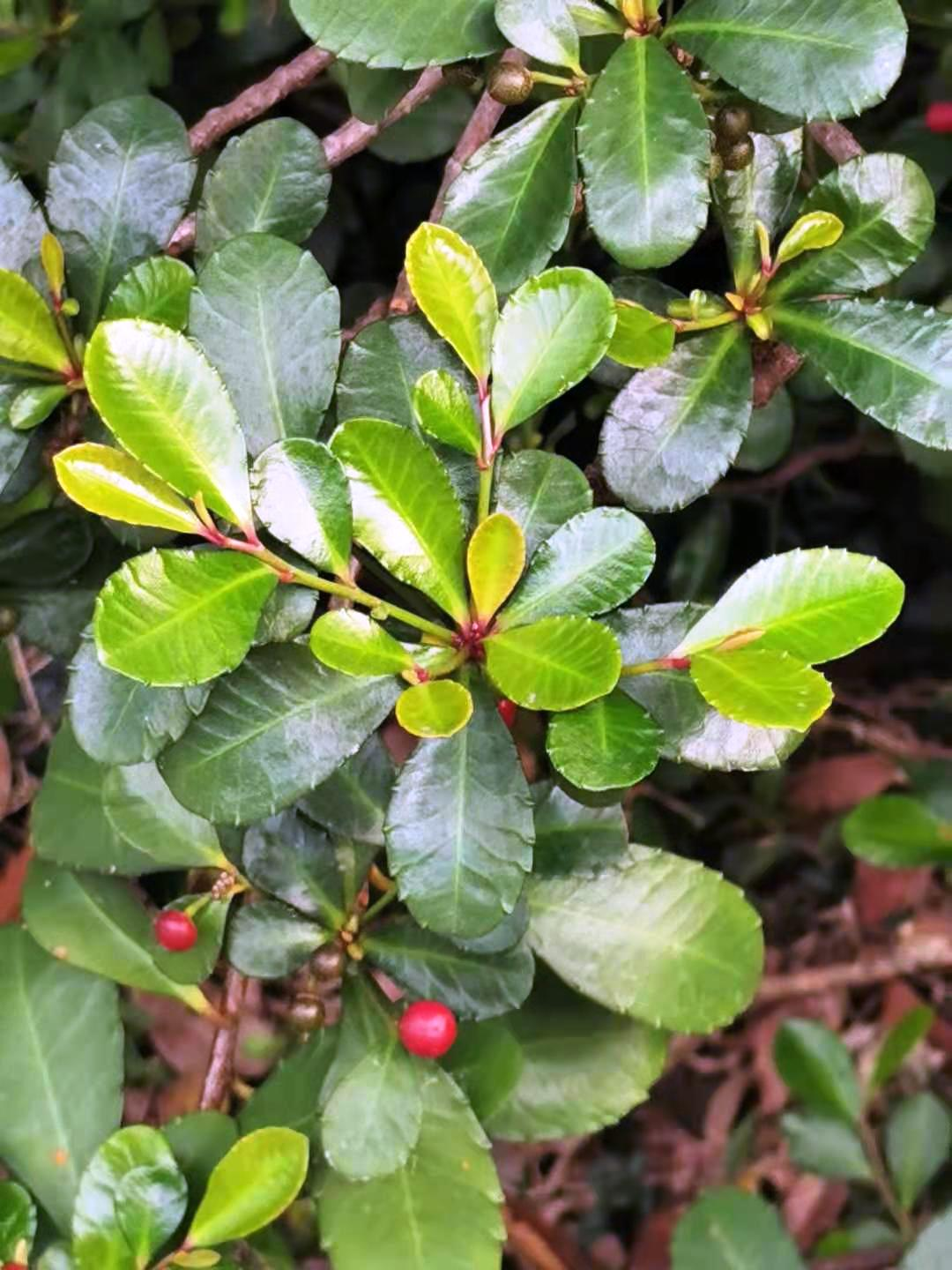
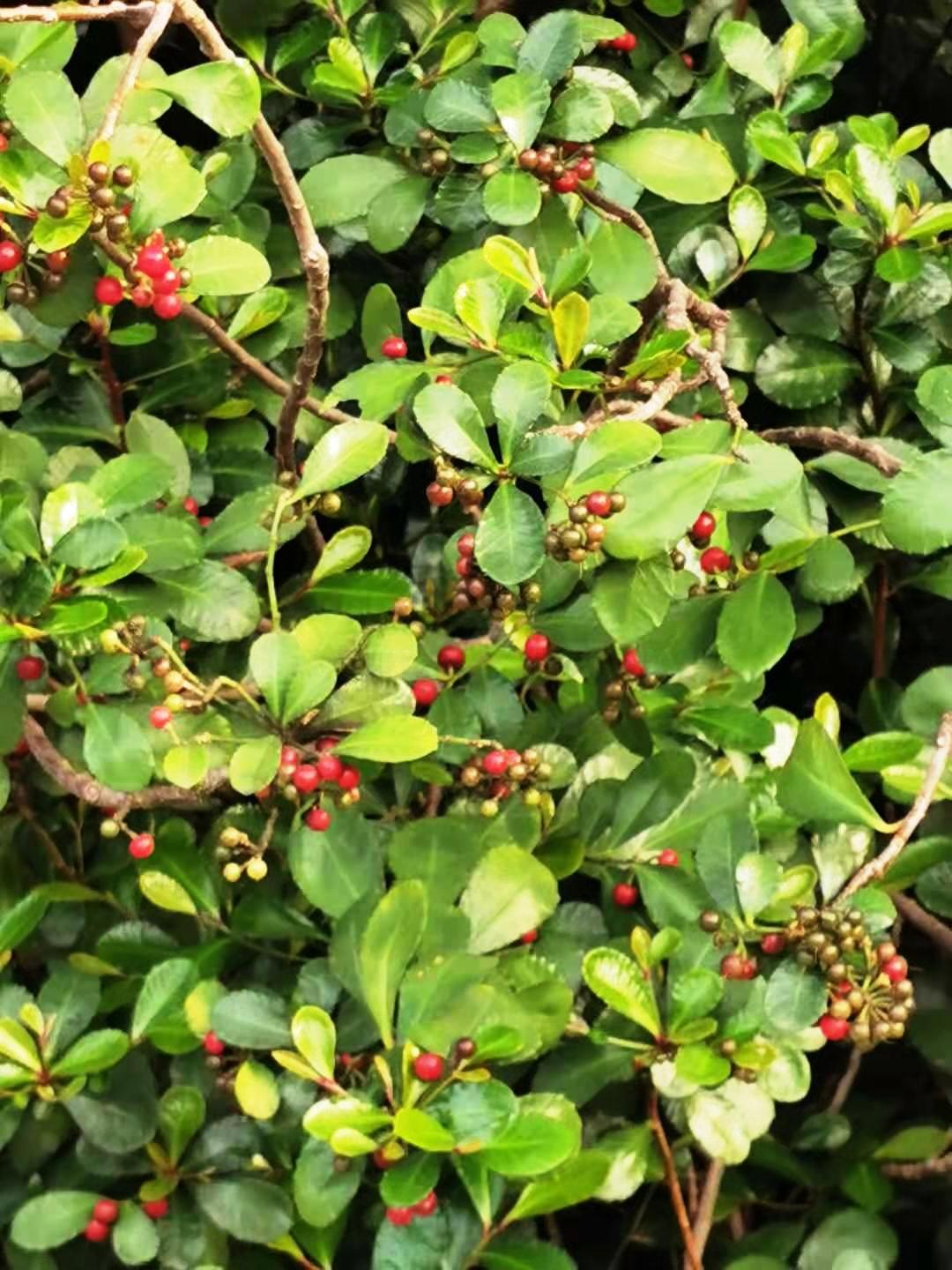